# Marcello Manni
Marcello Manni (Firenze, 3 aprile 1899 – Roma, 29 aprile 1955) è stato un giornalista, compositore e militare italiano.

## Biografia
Reduce dal fronte di guerra, cui aveva partecipato come “ragazzo del ‘99” meritando una medaglia di bronzo al valor militare. 
Aderì al movimento fascista che si stava formando a Firenze intorno ad Alessandro Pavolini.
Successivamente però, cioè dopo il fervore dell'immediato dopoguerra e del consolidamento del regime fascista, Manni sembrò disinteressarsi alla politica e non ebbe alcun ruolo nelle vicende che segnarono l'affermarsi dell'egemonia mussoliniana. Accettò un'offerta per dirigere, a Palermo, una scuola-tipografia di un ente di formazione professionale, e visse nel capoluogo siciliano dal 1930 al 1943, estraneo all'attività politica, benché legato da amicizia con le gerarchie del regime.
Nel 1943, alla caduta del fascismo e in pieno marasma istituzionale, fu però naturalmente riassorbito dalla sua famiglia ideologica e aderì alla Repubblica di Salò, mettendo la sua esperienza di giornalista a disposizione del declinante regime. Si trasferì al nord, dove gli fu affidata la direzione del Gazzettino di Venezia, incarico che ricoprì fino alla fine del conflitto. Arrestato e processato per collaborazionismo, fu riconosciuto immune da qualsiasi colpa, se non quella di aver diretto, con correttezza professionale, un giornale che non poteva che esprimere le opinioni perdenti.
Assolto e liberato, ma ormai escluso dal giornalismo politico, stabilì contatti con la Confederazione dell'Agricoltura e, a Roma, fondò il giornale Il Torchio e, successivamente, l’Oleario, che diresse fino alla morte avvenuta nel 1955.

## GiovinezzaeCanzone viola
Sostenitore del fascismo, Manni è principalmente noto per aver reinterpretato, modificandone il testo, la canzone goliardica Giovinezza, poi divenuta inno degli Arditi e del Fascismo, con musica composta inizialmente da Giuseppe Blanc. La grande diffusione del canto, prima in guerra, sia durante l'Impresa di Fiume e fra gli squadristi, spinse  Manni, figlio di un editore fiorentino e a sua volta autore dilettante, a pubblicare la versione degli Arditi come una sua creazione originale, spingendo Blanc ad un'azione legale, senza successo.
L'inno fu cantato dai reparti d'assalto impegnati, dopo Caporetto, sulla linea del Piave. Le differenze tra la versione bellica e quella goliardica non sono tanto ideologiche (un canto "d'amore e di gaiezza" contrapposto ad uno violentemente bellicistico), come vorrebbe ideologicamente far notare tra le righe qualche autore, bensì di sostanza, visto che la base ideale rimane la medesima: irredentismo, interventismo, culto della gioventù e della "bella morte", anche se con gradi d'importanza diversi. È chiaro come entrambe le due versioni si inseriscono nella medesima corrente culturale che dalla Belle époque sfociò nella Grande Guerra e da questa passò poi al Fascismo: d'altronde entrambi gli autori originari furono patrioti e volontari in guerra. Manni ha anche composto la versione originale della Canzone viola nel 1930, riedita da Narciso Parigi e divenuta l'inno ufficiale della Fiorentina.